# 愛の渇き
『愛の渇き』（あいのかわき）は、三島由紀夫の4作目の長編小説。大阪の農園を舞台に、亡き夫の父親（舅）に身をまかせながらも、若く素朴な園丁に惹かれる女の「幸福」という観念を描いた物語。園丁の恋人である女中への激しい嫉妬の苦しみに苛まれた女の奇怪な情念が行き着くところを劇的に描き、その完成度と充実で高い評価を得た作品である。
1950年（昭和25年）6月30日に書き下ろしで新潮社より刊行された。文庫版は1951年（昭和26年）7月15日に角川文庫、1952年（昭和27年）3月31日に新潮文庫で刊行された。翻訳版はAlfred H. Marks訳（英題：Thirst for Love）をはじめ、イタリア（伊題：Sete d'amore）、スペイン（西題：Sed de amor）、フランス（仏題：Une soif d'amour）、中国（中題：愛的飢渇）などで行われている。1967年（昭和42年）2月18日に浅丘ルリ子の主演で映画公開されている。

## 作品成立・背景
三島由紀夫は作品発表の前年の1949年（昭和24年）夏に、関西から上京した叔母（母・倭文重の妹・重子）から聞いた婚家の江村家の農園の話をヒントに作品の着想が浮び、同年10月、大阪郊外の豊中市へ取材に行った。
叔母の重子が嫁いだ豊中市の江村家は、江村義三郎（日立造船勤務）が約一万坪の土地を別荘地として購入し、終戦直前に移住し園芸を営んでいた。この農園で雇われている〈若い無邪気な園丁〉のことを聞いた三島は、当時愛読していたモーリヤックの影響からか、突然と一つの物語の筋が〈ほとんど首尾一貫して脳裡〉に浮んできた。
2週間ほど江村家に滞在して周辺の取材をした三島は、同日に開催された原田神社と八坂神社の祭の両方を見て、「これで小説が何とかなりそうだ」と従弟の江村宏一（重子の長男）に語っていたという。人物の配置は仏蘭西古典劇に倣い、農園を備えた屋敷を一王国とする構想も生まれ、三島は翌年早春から執筆に取りかかった。
なお、当初予定されていたタイトルは黙示録の大淫婦の章からとられた『緋色の獣』であったが、出版者の意向で『愛の渇き』と改題された。もし当初予定されていたタイトルの『緋色の獣』の「緋色」が生かされていれば、この前後に書かれた作品『純白の夜』、『青の時代』と合わせて、トリコロール（フランスの三色旗）になる筈であった（さらに、この後には、『禁色』＝紫が付加される）。

## 主題・構成
『愛の渇き』は、劇的な性格の鮮明さを持たせるために、仏蘭西古典劇に倣い、王、王妃、王子、王女、コンフィダン、コンフィダント、という人物配置にしている。三島は、〈弥吉は王である。悦子は王妃である。三郎は王子である。美代は女中だが、いはば王女に該当する。謙輔夫婦は、コンフィダンとコンフィダントである〉と説明している。
主題については、〈救済〉を欲せず己の幸福を自称するヒロインの、反ボヴァリー夫人、反テレーズ・デスケイルゥ（Thérèse Desqueyroux）的主題で、〈唯一神なき人間の幸福といふ観念〉を追求するために、〈希臘神話の女性に似たものを、現代日本の風土に置いてみようと試みたもの〉としている。また、自身の〈気質〉と折れ合うことを試み、〈気質と小説技術とを、十分意識的に結合しよう〉とした作品だとしている。文体は、〈モーリヤックの一時的な影響下に生れた文体〉と説明している。
三島は、それ以前の短編『獅子』において、エウリピデスの『メディア』を典拠に、メディアのように嫉妬に狂うヒロイン・繁子を描き、ギリシア悲劇に拠りながら、そこをより突き抜けたヒロインの完全な勝利と破滅を結末としたが、『愛の渇き』のヒロイン・悦子もまた、繁子同様に激しい嫉妬に苦しみ、その嫉妬の究極の在り方を作品主題としていると松本徹は説明している。

## あらすじ
大阪・梅田の阪急百貨店に買い物に来た悦子は質素な男物の靴下を2足買っただけで帰ってきた。本当は彼岸に亡き夫・良輔の仏前に供えるザボンを買うために行ったのだがデパートにはなく、戸外に出ようとしたとたんに驟雨に合い引き返した。悦子は妊婦のようなけだるい歩き方をする女だった。
悦子の死んだ夫・良輔は、浮気ばかりして悦子を嫉妬で苦しめた。耐えられなくなった悦子は自殺しようとしたが、その直前に良輔はチフスになり死んでいった。夫の看病中だけ悦子は夫を独占でき、嫉妬から自由になれた。良輔の死後、悦子は良輔の父の杉本弥吉の屋敷に呼ばれ、そこに住んでいた。弥吉は商船会社を引退した後、豊中市米殿村に1万坪の土地を買い、果樹園を営んでいた。屋敷には長男の謙輔夫婦が寄食していた。悦子の亡き夫は次男だった。三男の祐輔はシベリア抑留され戻らず、その妻と、2人の子供も屋敷に住んでいた。使用人には園丁の三郎という若者と、女中の美代がいた。
悦子は、舅・弥吉に求められるまま体を許していたが、弥吉を愛しているわけではない。悦子の関心は、若く逞しい下男の三郎に向かっていた。阪急百貨店で買った靴下も三郎のためだった。だが、靴下はくず缶の中に捨てられていた。美代が嫉妬して捨てたのだった。三郎は美代を庇い、自分が捨てたと嘘をついたが、美代が名乗り出た。悦子は徐々に嫉妬に苦しめられはじめる。
やがて美代は三郎の子を身ごもった。一家を代表し悦子が三郎に事情を聞いた。美代を愛しているのか、いないのかと真面目に問いつめられた三郎は、愛だのと深く考えていなかったため、特に相手が美代でなくても誰でもよかったような気がして、「愛してない」と答えた。悦子は三郎に罰を与えるために美代と結婚するように命じた。三郎にとってはどちらでもたいしたことではなかったので従うことにし、故郷の天理の親に報告しに行くことになった。自ら命じた2人の結婚という事態に悦子は苦しみ、しだいに精神のバランスが崩れておかしくなってゆく。
そんな悦子の様子をみているうちに、弥吉は隠居暮らしに終止符を打ち、昔の友人の伝手により東京で現役復帰をする決心をし、新たな生活を始めようと悦子に切り出した。悦子は弥吉と東京へ旅立つ代わりに、三郎が天理に行っている留守に、美代に暇をやって（辞めさせて）ほしいと弥吉に頼み、美代を追い出した。三郎は戻ってきて美代の不在を知ったが、弥吉や悦子にそれを訊ねずに黙々と変らずに働いていた。美代がいなくなっても平静な三郎の様子が悦子は不可解だった。
東京への出発前夜、これが最後と悦子は夜中の1時、葡萄園に三郎を呼び出した。悦子は三郎に、自分が美代に暇をやったことを話して謝った。そして、回りくどいような愛の告白をする悦子の追及に、単純な三郎にはピンと来ず、どれも重大なことではなかったので、その場を収めるため、悦子から、「誰を愛しているのか」と問われた時、「奥様、あなたです」と言った。そのお座なりの露骨な嘘の返答に、さすがの悦子も背を向け帰ろうとした。しかしその時、はじめて三郎は悦子に女を感じ襲いかかった。予期せぬ事態に悦子は抵抗し、叫び声をあげた。びっくりした三郎は逃げようとした。悦子は、「待って、待って」と叫びながら三郎に追いすがった。逃げる三郎の前に、折から、2人の不在に気が付いた弥吉が鍬を持って現われた。すると悦子は急にその鍬を奪い取り、三郎の頭上に振り下ろした。死んだ三郎を前に弥吉が、なぜ殺したと問いつめると悦子は、「あたくしを苦しめたからですわ」と答えた。

## 登場人物
悦子
未亡人。夫・杉本良輔が死亡し、昭和24年の春から、豊中市米殿村の舅・杉本弥吉の家に身を寄せ、舅の愛人となる。不幸というものを空想する天分に欠け、府営住宅の人々の暮らしを見ても、貧しさを見ずに幸福だけを想像し嫉妬する。妊婦のような、誇張したけだるい感じの歩き方をする。薄い唇で、肌理のこまかい肌。ときどき狂女のように見えることもある端麗な黒い目。実家は戦国時代の名将の血を引く旧家。母はすでに幼い頃に亡くなり、父も戦後に死亡。
杉本弥吉
悦子の舅。60代。東京近郊の小作人の息子だったが苦学し大学を卒業後、堂島にあった関西商船大阪本社に入社。東京から妻を迎え大阪で3人の息子を儲け、息子らの教育は東京で享けさせた。昭和9年に専務取締役となり、米殿村に一万坪の地所を購入。昭和13年に社長となり、翌年に勇退。その後は米殿村に建てていた別荘で隠居し、園芸家に委嘱していた果樹の栽培に専念。老いた妻は急性肺炎で死亡。田園趣味が情熱となると百姓の血がよみがえり、年老いた農夫の顔になる。亡き次男の嫁・悦子と自分だけ最上の果物や野菜を取り、他の同居家族には残りを配分。
杉本謙輔
弥吉の長男。38歳。無気力なディレッタント。ギリシャ語が読め、ラテン語の文法に詳しく文学的知識が豊富だが、無為徒食に暮す。喘息の持病があり、戦時中は徴兵を免れたが、徴用だけは免れそうもないのを知ると、父の口ききで米殿村の郵便局へ先手を打って徴用してもらう。弥吉の家の2階に妻と一緒に寄食。
千恵子
謙輔の妻。37歳。文学少女だったため、文学青年だった謙輔と気が合い結婚。出窓に並んで夫婦でボードレールの詩を音読する。暇なので夫婦で人の噂をし、押しつけがましい親切心をもっている。それを高級な擬態を装おい、批評と助言という役を夫婦で演じている。年をとってもその当り狂言を続け、おしどり夫婦と呼ばれそうな夫婦。
三郎
杉本家の使用人。園丁の若者。18歳。広島県出身。杉本家の園丁だった兄が戦争に出征したため、小学校を出たばかりの時に代りにやって来た。母親ゆずりの天理教の信者。日に焼けた見事な筋肉の腕や背中。すこし鼻にかかった燻んだ沈鬱な、子供らしい声。無口で質朴。五分刈の頭で、子犬のような黒い目。
美代
杉本家の女中。半分眠ったような田舎娘。鈍感そうな大きな瞳とつまらない鼻だが、愛らしい真紅の針刺しのような厚みのある唇の形だけは、悦子を苛立たせる。
浅子
杉本弥吉の三男・祐輔の妻。子供が2人いる。祐輔はシベリア抑留されているため、昭和23年の春から弥吉の家に身を寄せた。醜い顔で鈍感。料理も裁縫もできない。
信子
浅子の長女。8歳の小学生。おかっぱ頭。母親に似て醜い顔。沸騰している鉄瓶の中に無数の蟻を入れて観察する子供。母親の悪趣味で、花見の山行に原色の黄色いジャケットを着せられる。
夏雄
浅子の長男。5歳。
杉本良輔
悦子の亡き夫。弥吉の次男。多数の女と浮気し、悦子を嫉妬で苦しませた。昭和23年11月に腸チフスで死去。
良輔の愛人
一見、混血児のように見える女。入れ歯のような端麗な歯。見た目は25、6歳だが、目尻の小皺が40歳近い。夫は良輔の会社の取締役。夫の代理のふりで良輔の入院している病院に見舞いに来るが、チフスと聞いて怖気気味になる。
輸血人
鳥打帽をかぶった顔色のよくない少年。左耳の上に小さな禿があり、目がこころもち斜視で、鼻の肉が薄い。輸血代金を請求。
百姓
50代の懇意の百姓。杉本一家の花見の茣蓙に、盃を持って濁酒をすすめに来る。謙輔夫婦は花見をしながら、陰で百姓たちの悪口を囁きあう。
農業協同組合の役員
たまたま杉本家を訪問中、弥吉が自分の高校の後輩で会社の後継社長だった宮原啓作という国務大臣からの電報を受け取り喜ぶ様子を見る。そして、宮原の来訪を待ち、すっぽかされ恥をかいた弥吉を見る。
大倉
弥吉に使われている小作人。
大倉の妻
がに股の女。国務大臣来訪の準備で杉本家に呼ばれ、鶏を絞めに来る。娘は信子と友だちで、赤本の漫画を持っている。
中年夫婦一家
服部霊園に墓参に来ていた幸福そうな一家。4人の子供連れ。仲のいい夫婦と元気で無邪気な姉弟たち。悦子に道を尋ねる。
田中
実直な百姓。笛を吹く。祭見学の時に倒れた美代を、青年団と一緒に担架でかつぐ。
村の医院の院長
若い医学士。縁無眼鏡の軽薄才子。亡父の親戚一族の田舎者気質を嗤う。別荘人種気質の杉本一家に道で会うと、銀流し（まがいもの）の都人士気取りを見破られはしまいかという猜疑心から、愛想のよい挨拶をする。

## 文壇の反響
『愛の渇き』は三島が25歳の時の作品だが、同年発表の『青の時代』に比べると概ね好評であり、観念的ではあるが作者の将来性の期待される力作と評価されている。
本多秋五は、作者のエネルギーを感じる「力作」で、終りの殺人の場面などは肯定するが、「ヒステリーとか性的倒錯とかいうものがそれだけで出て来ると、僕にはわからなくなる」とも評し、ヒロインの性格について、バカな女、ヒステリー女だと断じている。
中村光夫は、本多の意見に対して、「あの女はこの小説のなかで一番健康で本物の人間だ」として、「作者がそう信じて書いているから美しいんだ」と弁護した。そして前半は「非常にいい」が、終りは「ちょっと手を抜いたような感じ」としながらも、三島の「一種のイデエ」である悦子という女を、「イデエからあれだけの人間をつくりだしたということ」はかなり成功しているとし、「エスキッスとしては非常に立派」で将来性は期待できると同時に、観念的であるゆえに「肉付けの足りなさ」はあると評している。

## 作品評価・研究
『愛の渇き』は、その「完成と充実」の高さの評価は大方一致しており、松本徹は、三島の「24歳の若書きといったところが、文章の端々に見られないわけでは」ないとしながらも、「古典的ともいってもいい緊密な構成を持ち、最後に訪れる破局の力強さは、文句のつけよう」がないと解説している。そして、当時の文壇では、「自分を厳しく描き、女を魅力的に描いてこそ、作家として一人前」だという暗黙の了解事項があったと松本は前置きしつつ、ヒロイン悦子のような嫉妬の激しい女を描いた三島は、「それに十二分に応えた」と評している。
吉田健一は『愛の渇き』について、三島の作品の中でも、「最も纏ったものの一つである」、「この作品は、我々に小説というものそのものについて考えさせる気品を備えている」と評している。そして三島がそこで試みているのは、「一つの持続を廻っての実験」であり、ヒロインの悦子が「幸福を求めている」ことは、「彼女が退屈しているということと同じなのである」と提示しながら、それを描くことは容易ではなく、「退屈の正体」である「忍耐」に費やされる力が烈しければ烈しいほど、その表現は「退屈」を生々したものとして感じさせることができ、悦子を廻る村の一家の生活は、彼女の「幸福に対する欲求を絶えず堰き止めて、自分が生きているという意識を一層烈しく掻き立てるための装置」となっていると吉田は解説している。
そして吉田は、〈何かの抵抗がなければ芸術作品は生れない〉というヴァレリーの言葉を引きつつ、「抵抗がなければ、人間は自分が生きているという実感を持つこともできない」とし、その点で作者・三島は、「一人の女が生きて行く上で完璧な条件」を実現したことになると解説して、「しかしそれを完璧にしているのは悦子自身の性格の強さなので、それだけ彼女は特異な存在なのであるが、この人物とその環境の取合せから起る生命の実感があまりに新鮮なので、個人的な特色などというものを我々は忘れてしまうのである」と、その構成の巧みさを説明している。
松井忠や富岡幸一郎は、現実世界から「拒まれた者」であった『仮面の告白』から、『愛の渇き』では、現実世界を「拒む者」へ移行していることを指摘し、富岡は、その悦子の行為と認識の距離に二律背反を見て、秋元潔は、「精神と肉体の葛藤」があることを考察している。
『愛の渇き』を初期の作品で最も完成度が高い長編だと評する田坂昂は、悦子は「外界にたいしては無限に受容的」であり、彼女の存在自体が「虚無であり無神」であり、その内部で育てた「幸福の観念」は、「幸福の固定観念」〈ロマネスクな固定観念〉にまで成長して、それにひたすら縋って悦子は生きていると解説している。そして「目的のない情熱」（虚無の情熱）こそが、「戦国のある武将の血をうけついだ末裔としての無意識の矜り」を持つ悦子の「幸福」であり、それは「実存的脱自にまでゆきつく漂白された情熱」だとし、三郎の背中を〈深い底知れない海のやうに思ひ、そこへ身を投げたいとねがつた〉悦子には、「超人間的世界への渇望」、「死への希み」にまで繋がるものがあると考察しながら、悦子が、鍬の刃先が自分へ向かって落ちてくる危険を空想する場面と、悦子の周りの「退屈な日常生活」を鑑みながら、『愛の渇き』には、戦中と戦後の状況変化をとらえているところがありはしないか」と述べている。
柴田勝二は、『愛の渇き』と、モーリヤックの『テレーズ・デスケイルゥ』を比較し、テレーズの「受容性」に対し、悦子の現実の受容性は自意識が強く、「自身と外界の違和を意識的に封じ込める」という対自的イロニストの面があることを考察し、そのアイロニーで外界に応じながらも、悦子は三郎には惹かれるという分裂した空無な存在であり、その空無化した情念が、『テレーズ・デスケイルゥ』の影響下にある自由間接話法的な文体で表現されていると解説している。
花﨑育代は、悦子が〈何も希はない〉、〈渇いてなぞゐはしなかつた〉人物として描かれ、第一章の冒頭付近から頻繁に出てくる〈何事もない〉という言葉が、最後の一行にも出てくることに触れ、これは、花田清輝が言及していた「絶望者といふものの凄惨な在り方」としての悦子の「平静さ」 の分析となるものを孕んでいると解説している。

## 映画化
『愛の渇き』（日活） 1967年（昭和42年）2月18日封切。モノクロ・日活スコープ 1時間39分。昭和42年度の第41回キネマ旬報ベスト・テンで7位に選出された。得点合計数は100点で、満点の10点を付けた評者は押川義行、草壁久四郎、田山力哉の3名で、9点を付けたのは山本恭子、8点を付けたのは杉山平一、村上忠久の2名である。脚本を担当した藤田繁矢は、この作品で日本シナリオ作家協会賞を受賞した。公開時の惹句は、「愛がなければ女は燃えないものならば……悦子は女ではないのだろうか!? 浅丘ルリ子が三島文学に挑んだ壮絶な女の映画!!」である。

### スタッフ
- 監督：蔵原惟繕
- 脚本：藤田繁矢、蔵原惟繕
- 企画：大塚和
- 音楽：黛敏郎
- 撮影：間宮義雄
- 美術：千葉和彦
- 照明：吉田一夫
- 企画：大塚和
- 録音：紅谷愃一
- 編集：鈴木晄
- スチール：石川久宣

### キャスト
- 悦子：浅丘ルリ子
- 謙輔：山内明
- 千恵子：楠侑子
- 杉本弥吉：中村伸郎
- 浅子[注釈 4]：小園蓉子
- 信子：志波順香
- 夏雄：岩間隆之
- 園丁・三郎：石立鉄男
- 女中・美代：紅千登世

映画の試写を見た三島は、〈すぐれた映画作品であり、私の原作の映画化としては、市川崑氏の「炎上」につぐ出来栄え〉だと高評し、以下のように語っている。また主役の浅丘ルリ子についても、〈これはいはゆる女性映画であり、浅丘ルリ子の扮する悦子が全篇出づつぱりである。浅丘ルリ子は、目をみはるほどの好演技で私はおどろいた〉とも述べている。
三島の高評をはじめ1966年（昭和41年）春の試写会の評判は上々であったが、作風が当時の日活の「青春・アクション路線」と合わず難解な内容だという理由で、公開は延期された。同年4月28日、ジャン＝リュック・ゴダールは次回作の出演依頼をマリナ・ヴラディに対してするため日本を訪れた。滞在中の5月2日、ゴダールは監督の蔵原惟繕と会い、公開を阻まれている背景などについて尋ね、翌3日に鑑賞した。のちにゴダールが「これが公開されぬ理由がわからない。あまりに美しすぎることが危険であるということか」と言ったとも伝えられた。映画は1967年2月18日になってようやく公開された。その3日前の新聞の映画広告において、三島は「私の小説の見事な映画化であり、浅丘ルリ子が素晴しい」と談話を寄せた。

## おもな刊行本
- 『愛の渇き』（新潮社、1950年6月30日）
  - カバー装幀：脇田和。紙装。草色帯。
- 文庫版『愛の渇き』（角川文庫、1951年7月15日）
  - 解説：花田清輝
  - ※ 改版1969年3月より、カバー装幀：阿智行一
- 文庫版『愛の渇き』（新潮文庫、1952年3月31日。改版1969年2月5日、1988年8月15日。新版2020年11月）
  - 解説：吉田健一、新版解説：石井遊佳
- 『愛の渇き・仮面の告白』〈現代日本名作選〉（筑摩書房、1952年9月25日）
  - 装幀：恩地孝四郎。解説：吉田健一。口絵写真1頁1葉（著者肖像）あり。
  - 収録作品：「愛の渇き」「仮面の告白」
- 『愛の渇き』〈河出新書 文芸95〉（河出書房、1956年4月25日）
  - カバー装幀：林武。紙装。口絵写真1頁1葉（著者肖像／撮影：大辻清司）あり。
- 英文版『Thirst of Love』〈訳：Alfred H. Marks〉（N.Y.:knopf、1969年）

### 全集収録
- 『三島由紀夫全集4巻（小説IV）』（新潮社、1974年1月25日）
  - 装幀：杉山寧。四六判。背革紙継ぎ装。貼函。
  - 月報：笹原金次郎「三島さんの剣道入門」。《評伝・三島由紀夫 9》佐伯彰一「二つの遺作（その8）」。《同時代評から 9》虫明亜呂無「主として『愛の渇き』をめぐって」。口絵写真撮影：柿沼和夫
  - 収録作品：「純白の夜」「愛の渇き」「青の時代」
  - ※ 同一内容で豪華限定版（装幀：杉山寧。総革装。天金。緑革貼函。段ボール夫婦外函。A5変型版。本文2色刷）が1,000部あり。
- 『決定版 三島由紀夫全集2巻 長編2』（新潮社、2001年1月10日）
  - 装幀：新潮社装幀室。装画：柄澤齊。四六判。貼函。布クロス装。丸背。箔押し2色。
  - 月報： ドナルド・キーン「三島文学の英訳」。佐伯彰一「三島さんとのつき合い」。［小説の創り方1］田中美代子「秘鑰をつかむ」
  - 収録作品：「愛の渇き」「青の時代」「夏子の冒険」「『愛の渇き』創作ノート」「『青の時代』創作ノート」